# Damora argentifasciata
Damora argentifasciata är en fjärilsart som beskrevs av Kotzsch 1937. Damora argentifasciata ingår i släktet Damora och familjen praktfjärilar. Inga underarter finns listade i Catalogue of Life.